# Никифоренко, Юрий Васильевич
Ю́рий Васи́льевич Никифоре́нко (1941 — 2004) — российский политический деятель. Депутат Государственной Думы второго (1995—1999) и третьего созывов (1999—2003), член фракции КПРФ.

## Биография
Родился 29 декабря 1941 года в Чите в рабочей семье, отец работал водителем МТС. В 1965 году окончил историко-филологический факультет Барнаульского государственного педагогического института. Работал токарем, воспитателем в детском доме, учителем, редактором районной газеты. Позднее был заведующим отделом культуры Оренбургского областного комитета КПСС, заместителем председателя областного телерадиокомитета.
Избирался кандидатом в члены Оренбургского обкома КПСС, делегатом XXIX съезда и XX партконференции СКП-КПСС. Делегат II и III съездов КПРФ. В 1993 году был избран первым секретарём Оренбургского областного комитета КПРФ, членом ЦИК КПРФ, в 1997 году — членом ЦК КПРФ. В 1994—1995 годах — депутат Законодательного собрания Оренбургской области.
В декабре 1995 года избран депутатом Государственной думы второго созыва по общефедеральному округу. Был заместителем председателя Комитета по вопросам геополитики, председателем подкомитета по проблемам интеграции славянских народов, членом Мандатной комиссии. В 1999 году избран депутатом Государственной Думы третьего созыва по Оренбургскому одномандатному избирательному округу № 132. Получил 21,82 % голосов избирателей. Вошёл в состав фракции КПРФ. Был членом комитета Госдумы по культуре и туризму.
В октябре 2000 года подписал проект постановления Госдумы «О защите демократии в США и о международном наблюдении за выборами президента США», в котором выражалась «глубокая озабоченность возможной фальсификацией предстоящих выборов президента США». Авторы документа также выразили обеспокоенность соблюдением законности в штатах Техас и Калифорния, назвав их «насильственно присоединенными к США» и заявив, что «силы, выступающие за широкую автономию данных территорий в составе США» «подвергаются давлению, ущемляющему их неотъемлемые демократические права». В документе говорилось, что президентские выборы «не могут быть исключительно внутренним делом» США и «должны проводиться под действенным контролем мирового сообщества». Постановление не было принято Госдумой.
В ноябре 2000 года Никифоренко заявил, что вместе с депутатом Владимиром Волковым внес в проект бюджета России на 2001 год более 30 поправок. По его словам, в третьем чтении депутаты были намерены отстаивать предложения, касающиеся социально-экономического развития Оренбургской области (около 300 миллионов рублей трансфертов, несколько статей по сфере здравоохранения, другим отраслям хозяйства Оренбуржья).
В июне 2002 года направил обращение депутатам Законодательного собрания области, в котором призвал отклонить проект федерального закона «Об обороте земель сельскохозяйственного назначения». По мнению КПРФ и Агропромышленной депутатской группы, в Госдуме выступивших против правительственного варианта, закон приведёт к «воссозданию крупного землевладения, дворянских усадеб, резкому социальному расслоению деревни, разорению миллионов сельских тружеников, вымиранию населенных пунктов».
Учредитель и редактор депутатской газеты "Прошу слова". Где вместе с депутатом Законодательного собрания Оренбургской области Еленой Виноградовой издавали депутатские мнения по социально-экономической деятельности региона.
В 2003 году на выборах в Государственную думу третьего созыва по Оренбургскому одномандатному избирательному округу № 132 получил 13,94 % голосов избирателей, проиграв Александру Когану («Единая Россия») с 25,93 %. В выборах приняли участие 288025 избирателей при явке 50,39 %. Всего по области КПРФ получила 19,08 % (при общероссийском результате 12,67 %), уступив «Единой России» с 27,46 % (при общероссийском результате 37,09 %).
Скончался 9 мая 2004 года от острой сердечной недостаточности. Похоронен в Москве.
Член Союза журналистов РСФСР с 1976 года. Автор книги «Дерзость» (2002).

### Интервью
- Юрий Никифоренко (недоступная ссылка) // Эхо Москвы, 10 октября 2002.
- Юрий Никифоренко: Парламент идет под контроль теневого кабинета администрации президента во главе с Волошиным // pravda.ru, 2 февраля 2002.